# Divan (diktsamling)
Divan (persiska:  دیوان dîvân) är det persiska namnet för en diktsamling, vilket har sitt ursprung i ordet dibīr för skrivare. Ordet har lånats till flera andra språk, däribland arabiska och turkiska.